# Biedronka oczatka
Biedronka oczatka (Anatis ocellata) – gatunek chrząszcza z rodziny biedronkowatych. 
Chrząszcz o szeroko-owalnym, lekko wypukłym ciele, długości od 8 do 9 mm (największa z występujących w Polsce biedronek). U nasady czarnej głowy obecne dwie okrągławe, żółte plamki. Czarne przedplecze ma dwie żółte plamki położone przed tarczką oraz czasem zażółcone brzegi boczne i przedni. Odnóża oraz spód ciała z wyjątkiem epimerów śródpiersia czarne. Na czerwonych pokrywach występują okrągłe, czarne, żółtawobiało obwiedzione plamki, zwykle w liczbie 10 na każdej z nich. Podgięcia pokryw żółte. Na wyrostku przedpiersia brak żeberek.
Biedronka ta bytuje na drzewach iglastych, głównie świerkach i jodłach, ale także na sosnach.
Oczatka jest owadem drapieżnym, żywi się głównie mszycami. Zimuje gromadnie w ściółce iglastej, wczesną wiosną samice składają jaja na igłach lub gałązkach. Larwy oczatki są również drapieżne i żywią się mszycami i czerwcami.
Owad pierwotnie palearktyczny, rozprzestrzeniony od Europy przez Syberię po Japonię. Zawlekany do Ameryki Północnej.